# アンタレスステークス
アンタレスステークスは、日本中央競馬会 (JRA) が阪神競馬場で施行する中央競馬の重賞競走（GIII）である。
競走名の「アンタレス（Antares）」はさそり座のα星で、ギリシャ語では「火星に対する者」の意。直径は太陽の約700倍とも推定される。
正賞は地方競馬全国協会理事長賞。

## 概要
中央競馬と地方競馬の相互交流が拡大されたことに伴うダート重賞競走整備の一環として、1996年に創設された4歳以上の馬による重賞競走。創設時は阪神競馬場のダート1800mで行われたが、翌年1997年からは京都競馬場で開催され、2012年から再び阪神競馬場での開催となった。
創設時から外国産馬が出走可能となっており、地方競馬所属馬は1997年から、外国馬は2005年からそれぞれ出走可能になった。

### 競走条件
以下の内容は、2025年現在のもの。
出走資格：サラ系4歳以上
- JRA所属馬
- 地方競馬所属馬（4頭まで）
- 外国調教馬（優先出走）

負担重量：別定
- 56kg、牝馬2kg減
  - 2024年4月20日以降のGI競走（牝馬限定競走を除く）1着馬3kg増、牝馬限定GI競走・GII競走（牝馬限定競走を除く）1着馬2kg増、牝馬限定GII競走・GIII競走（牝馬限定競走を除く）1着馬1kg増
  - 2024年4月19日以前のGI競走（牝馬限定競走を除く）1着馬2kg増、牝馬限定GI競走・GII競走（牝馬限定競走を除く）1着馬1kg増（2歳時の成績を除く）

### 賞金
2025年の1着賞金は3800万円で、以下2着1400万円、3着950万円、4着570万円、5着380万円。

## 歴史
- 1996年 - 4歳以上の馬による重賞（GIII[注 1]）として創設[6][2]。
- 1997年
  - 開催時期を6月から5月に変更したことに伴い、出走条件を「5歳以上」に変更[2]。
  - 指定交流競走に指定され、地方競馬所属馬が5頭まで出走可能となる[2]。
- 2000年 - 開催時期を4月に変更[2]。
- 2001年 - 馬齢表示の国際基準への変更にともない、出走条件を「4歳以上」に変更[2]。
- 2003年 - 負担重量を「ハンデキャップ」から「グレード別定」に変更[8]。
- 2005年
  - 国際競走に変更され、外国調教馬が4頭まで出走可能となる[2]。
  - 地方競馬所属馬の出走枠を4頭までに縮小[2]。
- 2007年 - 日本のパートI国昇格に伴い、外国調教馬の出走枠が8頭に拡大[9]。
- 2020年 - 新型コロナウイルス感染症（COVID-19）の感染拡大防止のため「無観客競馬」として実施[10]。
- 2024年 - 「JRA70周年記念競走」の副称をつけて施行[11]。
- 2025年 - 施行日を2017年以来再び中山グランドジャンプ当日の土曜日に変更。

### 歴代優勝馬
コース種別の記載がない距離は、ダートコースを表す。
優勝馬の馬齢は、2000年以前も現行表記に揃えている。
| 回数   | 施行日        | 競馬場 | 距離  | 優勝馬             | 性齢 | タイム | 優勝騎手   | 管理調教師 | 馬主                                       |
| ------ | ------------- | ------ | ----- | ------------------ | ---- | ------ | ---------- | ---------- | ------------------------------------------ |
| 第1回  | 1996年6月29日 | 阪神   | 1800m | テセウスフリーゼ   | 牡4  | 1:50.1 | 武豊       | 新関力     | 田口慶子                                   |
| 第2回  | 1997年5月3日  | 京都   | 1800m | エムアイブラン     | 牡5  | 1:50.7 | 武豊       | 伊藤修司   | 稲見豊                                     |
| 第3回  | 1998年5月9日  | 京都   | 1800m | ワイルドブラスター | 牡6  | 1:50.0 | 橋本広喜   | 新井仁     | 林儀信                                     |
| 第4回  | 1999年5月8日  | 京都   | 1800m | オースミジェット   | 牡5  | 1:49.5 | 四位洋文   | 白井寿昭   | 山路秀則                                   |
| 第5回  | 2000年4月23日 | 京都   | 1800m | スマートボーイ     | 牡5  | 1:49.6 | 伊藤直人   | 伊藤圭三   | （有）グランド牧場                         |
| 第6回  | 2001年4月22日 | 京都   | 1800m | スマートボーイ     | 牡6  | 1:50.6 | 伊藤直人   | 伊藤圭三   | （有）グランド牧場                         |
| 第7回  | 2002年4月21日 | 京都   | 1800m | ハギノハイグレイド | 牡6  | 1:48.7 | 武豊       | 松田国英   | 日隈良江                                   |
| 第8回  | 2003年4月27日 | 京都   | 1800m | ゴールドアリュール | 牡4  | 1:49.7 | 武豊       | 池江泰郎   | （有）社台レースホース                     |
| 第9回  | 2004年4月25日 | 京都   | 1800m | タイムパラドックス | 牡6  | 1:51.5 | 安藤勝己   | 松田博資   | （有）社台レースホース                     |
| 第10回 | 2005年4月24日 | 京都   | 1800m | ピットファイター   | 牡6  | 1:49.8 | 安藤勝己   | 加藤征弘   | 臼田浩義                                   |
| 第11回 | 2006年4月23日 | 京都   | 1800m | フィフティーワナー | 騸4  | 1:49.0 | 武豊       | 安田隆行   | （有）キャロットファーム                   |
| 第12回 | 2007年4月22日 | 京都   | 1800m | ワイルドワンダー   | 牡5  | 1:49.9 | 岩田康誠   | 久保田貴士 | 草間庸文                                   |
| 第13回 | 2008年4月27日 | 京都   | 1800m | ワンダースピード   | 牡6  | 1:50.5 | 小牧太     | 羽月友彦   | 山本信行                                   |
| 第14回 | 2009年4月26日 | 京都   | 1800m | ウォータクティクス | 牡4  | 1:47.8 | 川田将雅   | 池江泰寿   | （有）サンデーレーシング                   |
| 第15回 | 2010年4月25日 | 京都   | 1800m | ダイシンオレンジ   | 牡5  | 1:49.7 | 川田将雅   | 庄野靖志   | 大八木信行                                 |
| 第16回 | 2011年4月24日 | 京都   | 1800m | ゴルトブリッツ     | 牡4  | 1:48.1 | 田辺裕信   | 吉田直弘   | （有）キャロットファーム                   |
| 第17回 | 2012年4月14日 | 阪神   | 1800m | ゴルトブリッツ     | 牡5  | 1:49.9 | 川田将雅   | 吉田直弘   | （有）キャロットファーム                   |
| 第18回 | 2013年4月13日 | 阪神   | 1800m | ホッコータルマエ   | 牡4  | 1:49.7 | 岩田康誠   | 西浦勝一   | 矢部幸一                                   |
| 第19回 | 2014年4月19日 | 阪神   | 1800m | ナムラビクター     | 牡5  | 1:51.5 | 小牧太     | 福島信晴   | 奈村信重                                   |
| 第20回 | 2015年4月18日 | 阪神   | 1800m | クリノスターオー   | 牡5  | 1:49.6 | 幸英明     | 高橋義忠   | 栗本守                                     |
| 第21回 | 2016年4月16日 | 阪神   | 1800m | アウォーディー     | 牡6  | 1:49.9 | 武豊       | 松永幹夫   | 前田幸治                                   |
| 第22回 | 2017年4月15日 | 阪神   | 1800m | モルトベーネ       | 牡5  | 1:49.9 | M.デムーロ | 松永昌博   | 三宅正義                                   |
| 第23回 | 2018年4月15日 | 阪神   | 1800m | グレイトパール     | 牡5  | 1:49.8 | 川田将雅   | 中内田充正 | H.H.シェイク・ファハド                     |
| 第24回 | 2019年4月14日 | 阪神   | 1800m | アナザートゥルース | 騸5  | 1:50.8 | 大野拓弥   | 高木登     | （株）ノルマンディーサラブレッドレーシング |
| 第25回 | 2020年4月19日 | 阪神   | 1800m | ウェスタールンド   | 騸8  | 1:49.8 | 藤岡佑介   | 佐々木晶三 | （有）サンデーレーシング                   |
| 第26回 | 2021年4月18日 | 阪神   | 1800m | テーオーケインズ   | 牡4  | 1:49.0 | 松若風馬   | 高柳大輔   | 小笹公也                                   |
| 第27回 | 2022年4月17日 | 阪神   | 1800m | オメガパフューム   | 牡7  | 1:50.5 | 横山和生   | 安田翔伍   | 原禮子                                     |
| 第28回 | 2023年4月16日 | 阪神   | 1800m | プロミストウォリア | 牡6  | 1:49.5 | 鮫島克駿   | 野中賢二   | （有）シルクレーシング                     |
| 第29回 | 2024年4月14日 | 阪神   | 1800m | ミッキーヌチバナ   | 牡6  | 1:51.2 | 太宰啓介   | 高橋亮     | 野田みづき                                 |
| 第30回 | 2025年4月19日 | 阪神   | 1800m | ミッキーファイト   | 牡4  | 1:51.3 | C.ルメール | 田中博康   | 野田みづき                                 |